# Fausto Gardini
Fausto Gardini (* 8. März 1930 in Mailand; † 17. September 2008 in Forte dei Marmi) war ein italienischer Tennisspieler und mehrfacher Teilnehmer am Davis Cup.

## Karriere
Gardini war 1952, 1953 und 1955 sowie zwischen 1961 und 1963 Mitglied des italienischen Davis-Cup-Teams. Von seinen insgesamt 38 Matches konnte er 29 gewinnen. Bei seinem ersten Auftritt im Davis Cup 1952 in Sydney, Australien, wobei Italien auf Grasbelag mit 0:5 gegen die Vereinigten Staaten verlor, gab er seine beiden Einzelspiele nur knapp gegen Vic Seixas und Tony Trabert ab. Im Jahr darauf erreichte Italien nach einem Sieg gegen Schweden das Halbfinale, Gardini gelang dabei ein Einzelsieg gegen Lennart Bergelin. 1961 erreichte Italien das Finale des Davis Cups, nachdem unter anderem Gardini im Halbfinale den amtierenden French-Open-Champion Sven Davidson besiegen konnte. Das Finale gegen Australien ging 0:5 verloren.
Gardinis wichtigster Einzeltitel abseits des Davis Cup war der Sieg bei der offenen italienischen Meisterschaft in Rom 1955, bei dem er im Finale seinen Landsmann Giuseppe Merlo besiegen konnte.